# Labret-Piercing
Ein Labret-Piercing (lateinisch labrum, Lippe) ist ein Piercing im Bereich der Lippen. Im engeren Sinn bezieht es sich auf ein Piercing der Unterlippe. Piercings der Oberlippe werden auch als Madonna- beziehungsweise Medusa-Piercing bezeichnet.

## Begriff
Der Name Labret leitet sich vom lateinischen Labrum ab, was „Lippe“ bedeutet. Oft wird das Piercing französisch klingend als ləˈbreɪ ausgesprochen, die korrekte Aussprache lautet jedoch leɪ.brɛt, mit einer scharfen Endsilbe. Die Bezeichnung kam erstmals in der ethnologischen Literatur des 19. Jahrhunderts auf.
Traditionell wurden alle Piercings, die im Bereich der Lippen liegen, als Labret-Piercing bezeichnet. Erst später kam die Konvention auf, nur Piercings der Unterlippe so zu bezeichnen, während sich weitere Namen für Piercings an anderen Stellen des Mundbereichs etablierten.

## Geschichte und Kultur

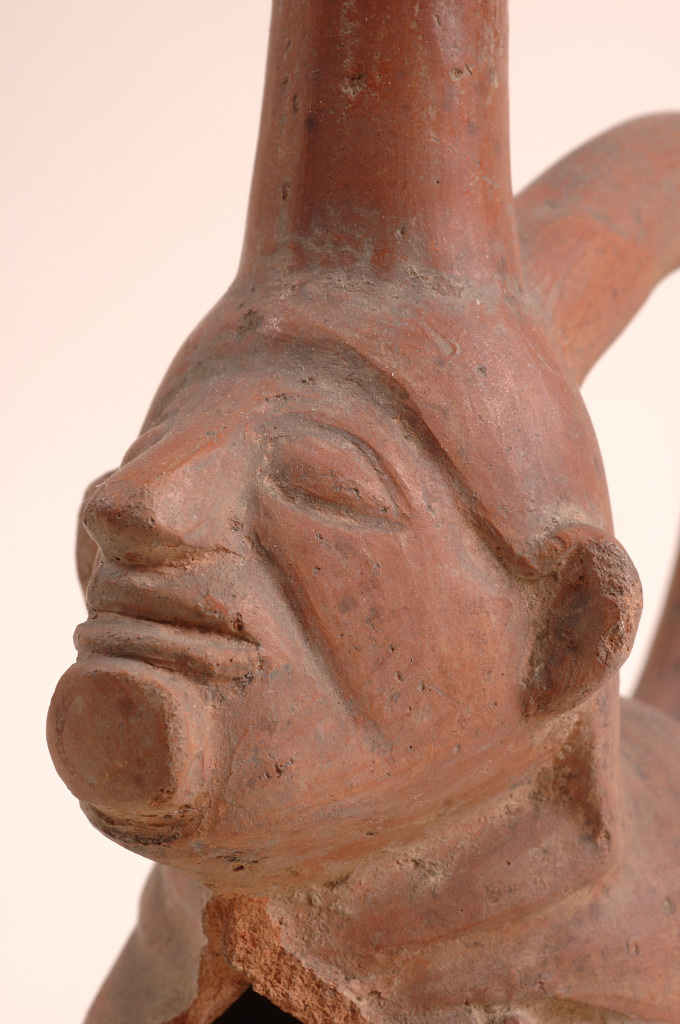
Lippenstein bei einer Tonfigur der Mochica-Kultur

Das Labret-Piercing kann auf eine lange Geschichte zurückblicken und war, beziehungsweise ist nach wie vor, traditionell bei unterschiedlichen Ethnien in Afrika, Asien und Lateinamerika fester Bestandteil der Kultur, wobei häufig Schmuck mit besonders großem Durchmesser getragen wird.
Ringschmuck, ähnlich wie er sich als Modeerscheinung Ende des 20. Jahrhunderts im westlichen Kulturkreis etablierte, war zuvor allerdings nur bei den im Sudan lebenden Nuba und den Dogon in Mali bekannt und entstand dort mit religiösem Hintergrund. Häufig wurden stark geweitete Lippenstecker aber auch mit der Absicht eingesetzt, die Frauen des entsprechenden Volkes für die Männer der Nachbarstämme unattraktiv erscheinen zu lassen. Die Modifikationen entwickelten sich später trotz des ursprünglichen Ziels der Abschreckung unter den eigenen Stammesangehörigen zum Schönheitsideal.

### Nordpazifik
Bei den Unangan, den Ureinwohnern der Aleuten, einer Inselkette im Nordpazifik, war das Tragen eines Labrets bis zur Kolonisierung weit verbreitet. Die zeremoniellen Umstände der Piercing-Prozedur variierten dabei von Insel zu Insel. So war in einigen Gegenden das Piercing den Männern vorbehalten, in anderen den Frauen, während das Piercing in weiteren Stämmen von beiden Geschlechtern getragen wurde. Auch war es mitunter Teil eines Initiationsritus oder wurde zur Hochzeit gestochen, vergleichbar einem Ehering. Den Unangan galten Walrosse als heilige Tiere, sodass die Form des Schmucks oft Walrosszähne imitierte. Die frühsten Berichte über das Labret-Piercing der Unangan stammen aus dem Jahr 1741. Nach dem Kontakt mit christlichen Missionaren, die dem Körperschmuck ablehnend gegenüberstanden, verschwand die Tradition des Labret bei den Aleuten.

### Amerika

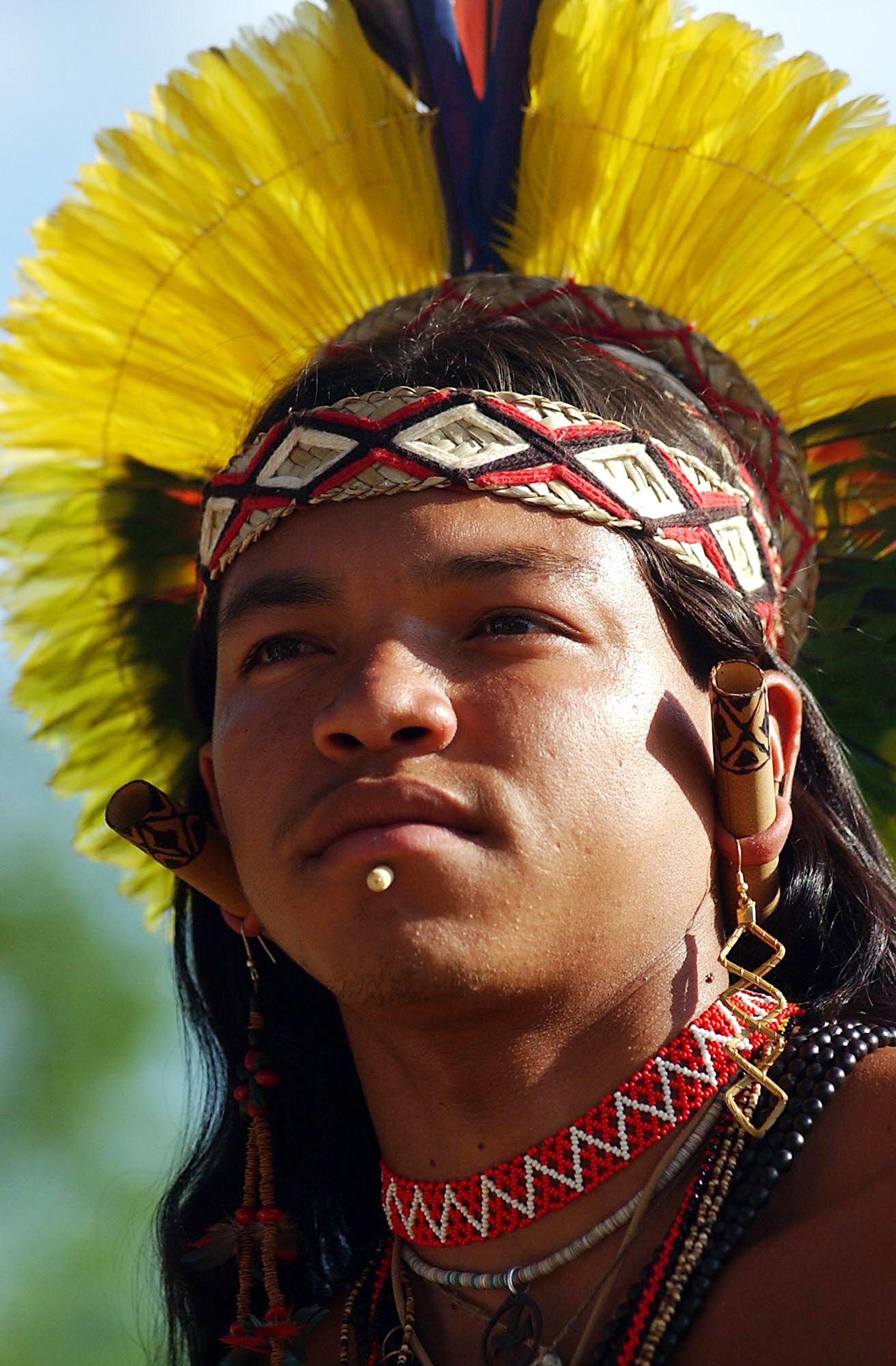
Pataxó-Indianer

Verbreitet ist das Labret-Piercing auch bei verschiedenen indigenen Völkern Südamerikas. Es war bei den Azteken, Mochica und Inka bekannt und geht vermutlich auf die Kultur der Olmeken zurück. Getragen wurde der Lippenschmuck dort von Männern höherer Gesellschaftsklassen und war teilweise aus Gold und Schmucksteinen gefertigt. Der dabei eingesetzte Schmuck wurde „tentel“ genannt, was so viel wie „Lippenstein“ bedeutet.
Bei den Zo’é-Indianern in Brasilien, auch Lippenpflockindianer genannt, tragen sowohl Männer als auch Frauen bis zu 15 Zentimeter lange Lippenpflöcke mit Durchmessern von bis zu vier Zentimetern. Sie können mit Affenknochen gestochen sein und werden in kleiner Größe bereits im Alter von etwa acht Jahren eingesetzt. Ein Lippenpflock ist bei den Zo’é für die Akzeptanz als Stammesmitglied obligatorisch.

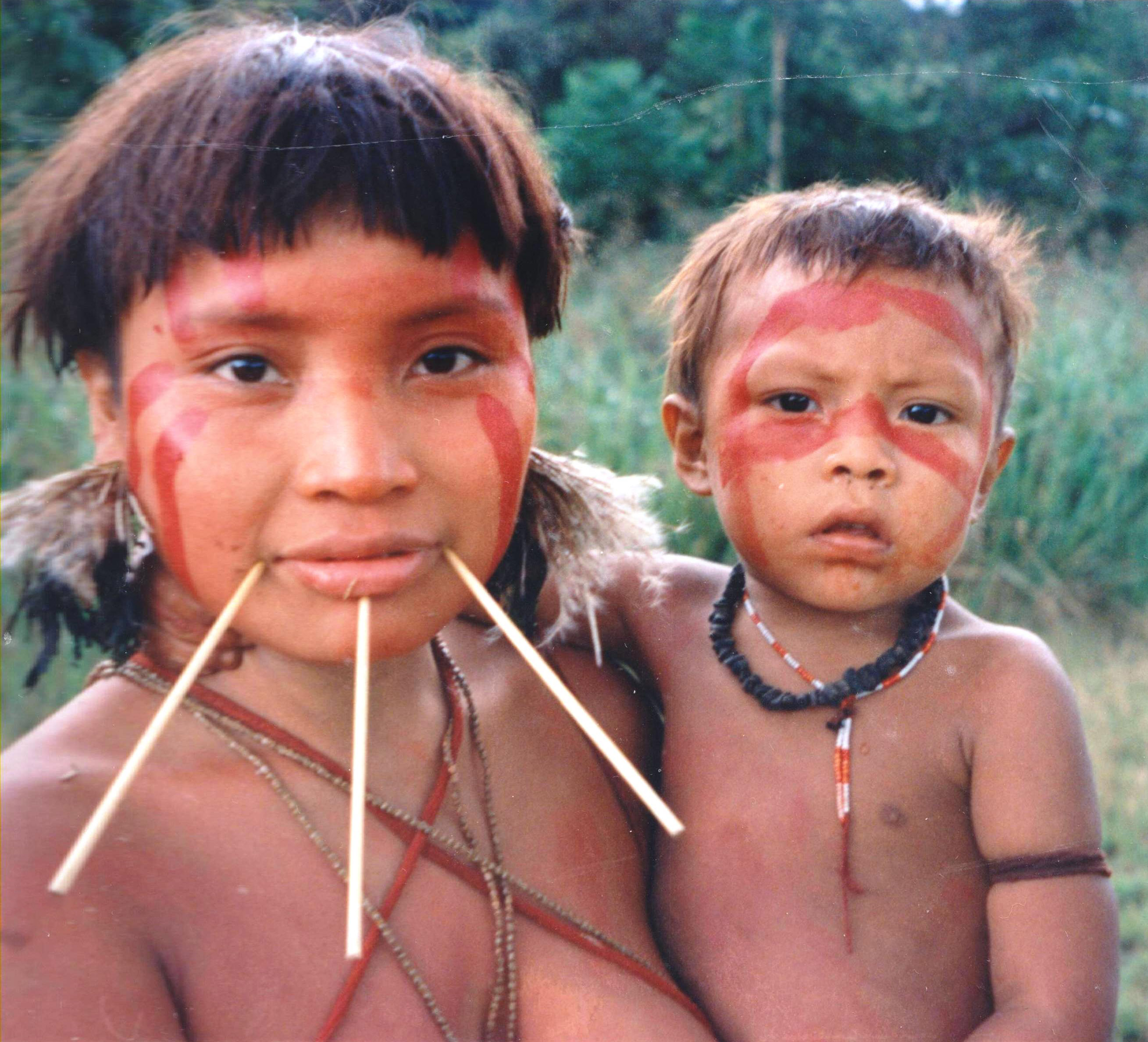
Yanomami-Frau mit Labret-Piercings

Üblich sind gedehnte Lippenpiercings mit eingesetzten Lippentellern in Brasilien auch bei den Botokuden, den Kayapo und den Männern der Suyá.
In der eher matriarchalisch geprägten Gesellschaft der Yanomami tragen bereits die Kinder teilweise neben einem Septum-Stab auch bis zu drei symmetrisch angeordnete Labret-Piercings in der Unterlippe. Ähnliche Labret-Stifte wurden auch von den ebenfalls in Brasilien lebenden Karajá getragen.
Die Pataxó, ein Indianerstamm im brasilianischen Bundesstaat Bahia, sowie die Bororo aus dem südlichen Mato Grosso und dem Bundesstaat Goiás in Bolivien trugen ebenfalls, teilweise auch heute noch, Schmuck im Septum und den Lippen sowie geweitete Löcher in den Ohren. Von dem Indianerstamm der Akuntsu aus dem brasilianischen Bundesstaat Rondônia wurden Labret-Piercings sowohl in der Unter- als auch in der Oberlippe getragen, was in dieser Kombination heutzutage als Cyberbite-Piercing bezeichnet werden könnte.
Im Norden Kanadas, Alaska und angrenzenden Regionen waren Labret-Piercings und größere Teller in den Lippen bei indigenen Völkern wie beispielsweise den Eskimos und den Tlingit verbreitet. Als Schmuckmaterialien wurden dort neben Knochen und Holz auch Obsidian, Walross-Elfenbein und Schalen der Seeohren verwendet. Diese traditionelle Form der Körpermodifikation verschwand allerdings während des 20. Jahrhunderts aus deren Kultur.
Unter den Bewohnern der Insel Nunivak, ebenfalls in Alaska, wurden von Frauen Labret-Piercings mit daran befestigten Perlenketten, oft auch in Kombination mit Septum-Piercings getragen.

### Afrika

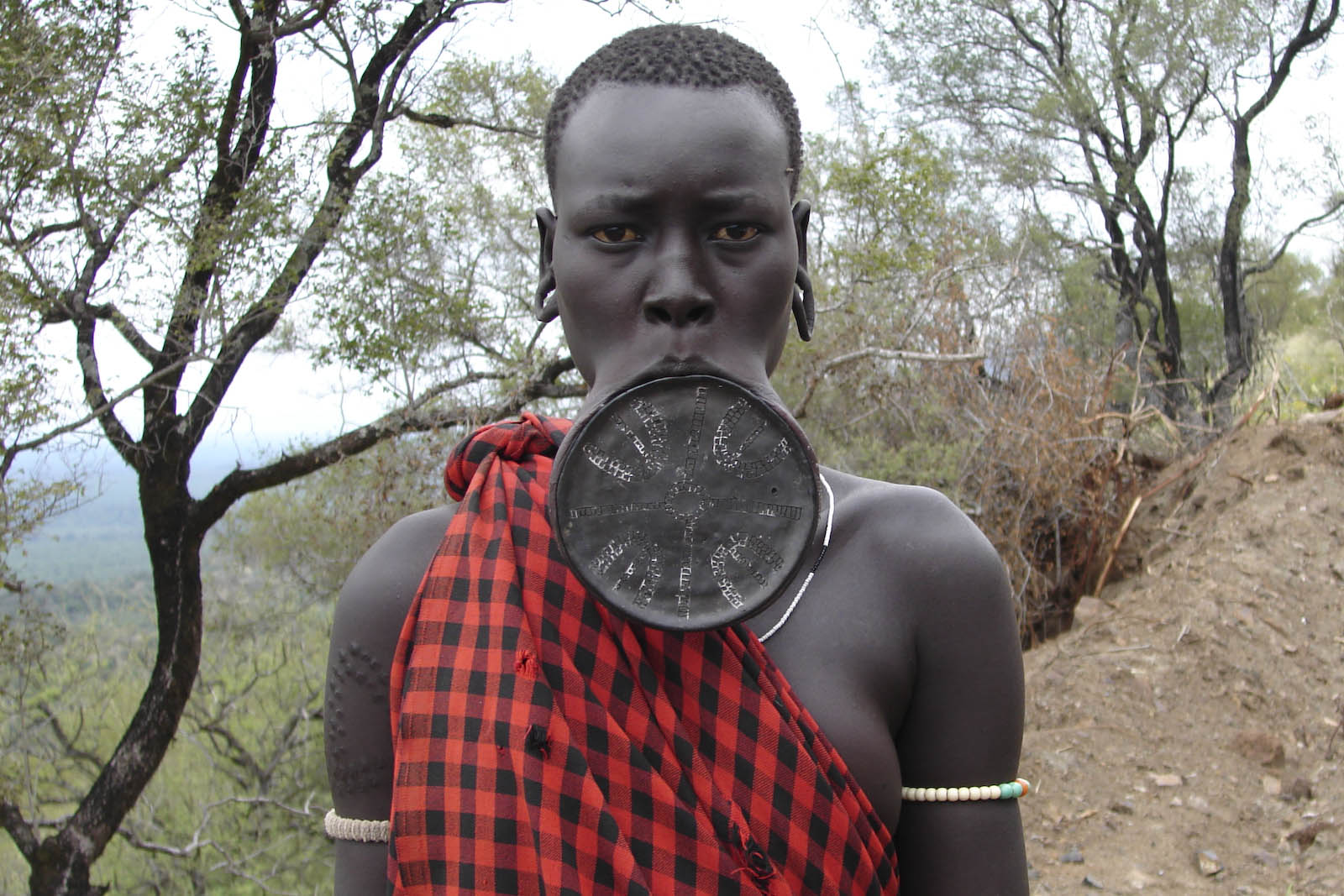
Mursi mit Lippenteller

In Afrika wurden und werden teilweise noch heute Piercings in der Unterlippe bei Völkern wie den Nyangatom, den Kichepo, den Makonde, den Mursi, den Sara oder den Surma getragen und häufig geweitet, um Lippenteller einsetzen zu können. Die Lippen werden dabei jedoch nicht immer zuvor gepierct, sondern häufig auch eingeschnitten. Getragen wird diese Schmuckform in Afrika ausschließlich von Frauen. Neben religiösen und ästhetischen Gründen kann der Schmuck bei bestimmten Völkern auch die Besitzansprüche eines Mannes an der Frau zum Ausdruck bringen. Dabei nimmt der Mann häufig auch selber die Modifikation der Lippe seiner Frau vor.
Bei den Kololo tragen die Frauen Scheiben in der Oberlippe, sogenannte „Pelele“, was nach Berichten des Afrikaforschers David Livingstone aus ästhetischen Gründen geschiehe, wie ihm ein Stammesoberhaupt erläutert haben soll. Der Mann habe, dem Verständnis der Kololo entsprechend, einen Bartwuchs als schmückendes Element, der Frau dagegen fehle es an natürlich gegebenen Schönheitsmerkmalen, weswegen die Lippenscheibe eine optische Aufwertung darstelle.

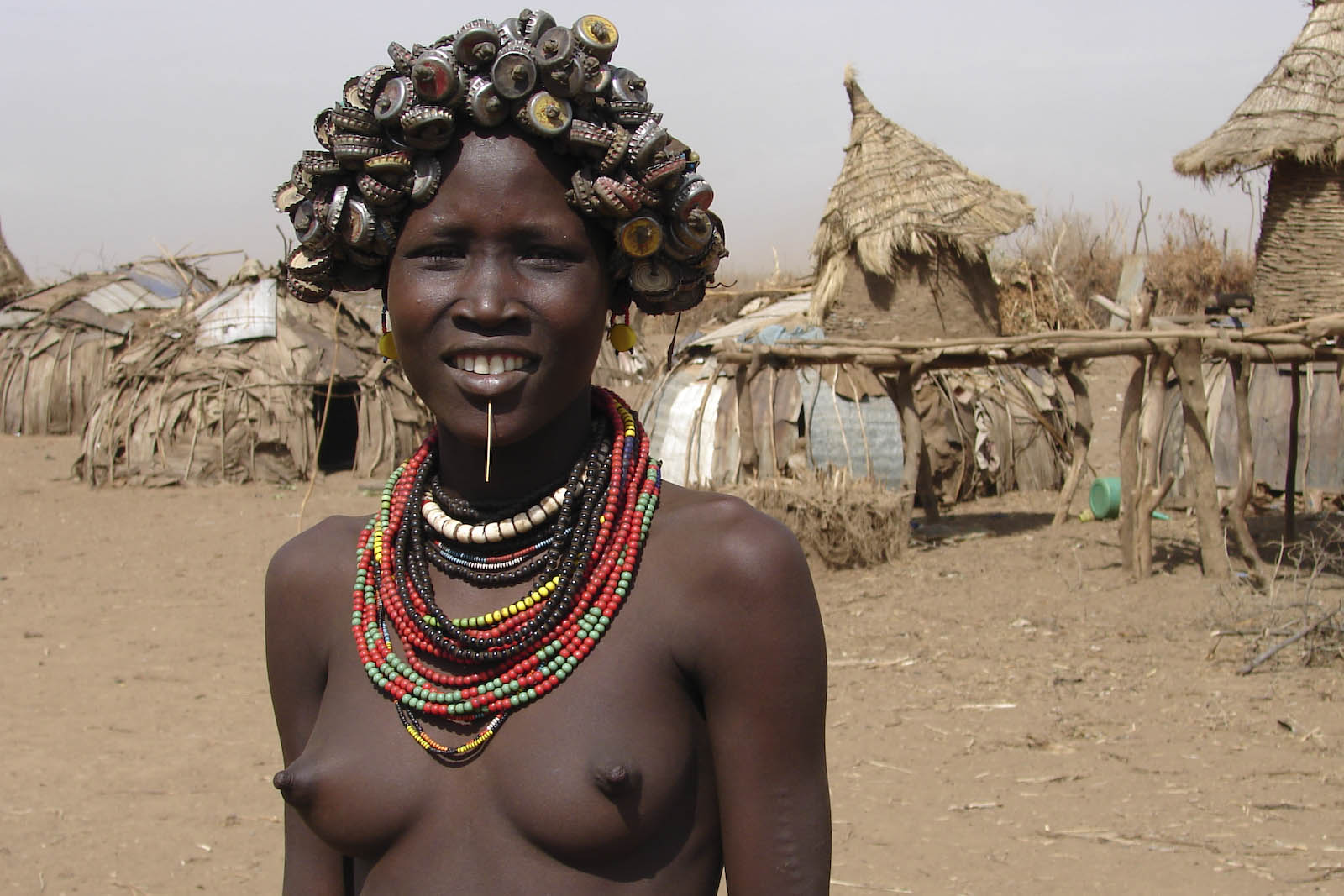
Kara mit Lippennagel

Unter den Kara, einem Volk in Äthiopien, haben sich neben Körperbemalungen, Narbentätowierungen und kunstvoll gestaltetem Haar- und Kopfschmuck sowohl bei Männern als auch bei Frauen Nägel oder Blumen in der Unterlippe als Schmuckelement etabliert. Die Dessanech tragen Federn in der Unterlippe.
Bei den Turkana und den Pokot in Kenia werden Lippenpflöcke in der Unterlippe getragen. Die Topsoa in Südsudan sowie die im Süden Burkina Fasos und im Norden Ghanas und der Elfenbeinküste lebenden Lobi tragen auch größere Pflöcke in den Oberlippen. Bei den in Äthiopien lebenden Nyangatom ist das Tragen von Lippenpiercings ebenfalls üblich.

### Westlicher Kulturkreis
Im westlichen Kulturkreis hat sich das Lippenpiercing besonders in den 1990er Jahren etabliert und ist häufig modischer Bestandteil verschiedener Sub- und Jugendkulturen, beispielsweise in der Technoszene, der Punk-Bewegung oder bei Emos.
Stark geweitete Labrets oder Lippenteller werden innerhalb der westlichen Kultur seit Ende des 20. Jahrhunderts zwar auch, allerdings nur als äußerst seltene Randerscheinung, meist unter Anhängern der Modern-Primitive-Bewegung getragen.

## Schmuck

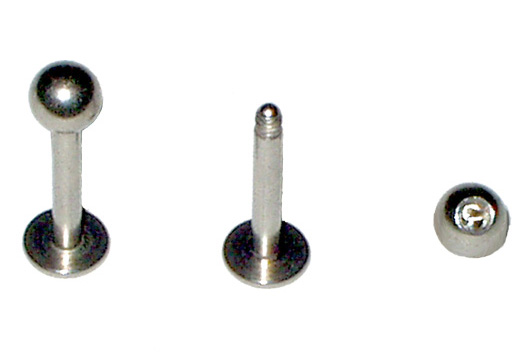
Labret-Stecker

Geeignet für den Einsatz sind bei modernen Labret-Piercings vor allem spezielle Labret-Stecker. Diese besitzen eine kleine Platte auf der einen Seite und ein Gewinde zum Aufschrauben einer Verschlusskugel beziehungsweise verschiedener Schmuckobjekte am anderen Ende. Sie sind in unterschiedlichen Längen und meist mit einem Materialdurchmesser von 1,2 oder 1,6 Millimetern erhältlich. Zum Ersteinsatz in ein neu gestochenes Piercing werden meist vorübergehend Stecker mit Überlängen verwendet, da es in der Regel zu Schwellungen der Lippe kommt.
Häufig wird allerdings auch ein Ball Closure Ring oder ein Circular Barbell (engl.: Hufeisen) eingesetzt. Bei Letzterem liegen die Verschlusskugeln bei der optimalen Position des Schmucks am einen Ende außen am Stichkanal an und am anderen Ende auf dem Lippenrot.
Bei Labret-Schmuck für geweitete Durchmesser handelt es sich meist um Sonderanfertigungen.

## Durchführung und Heilung

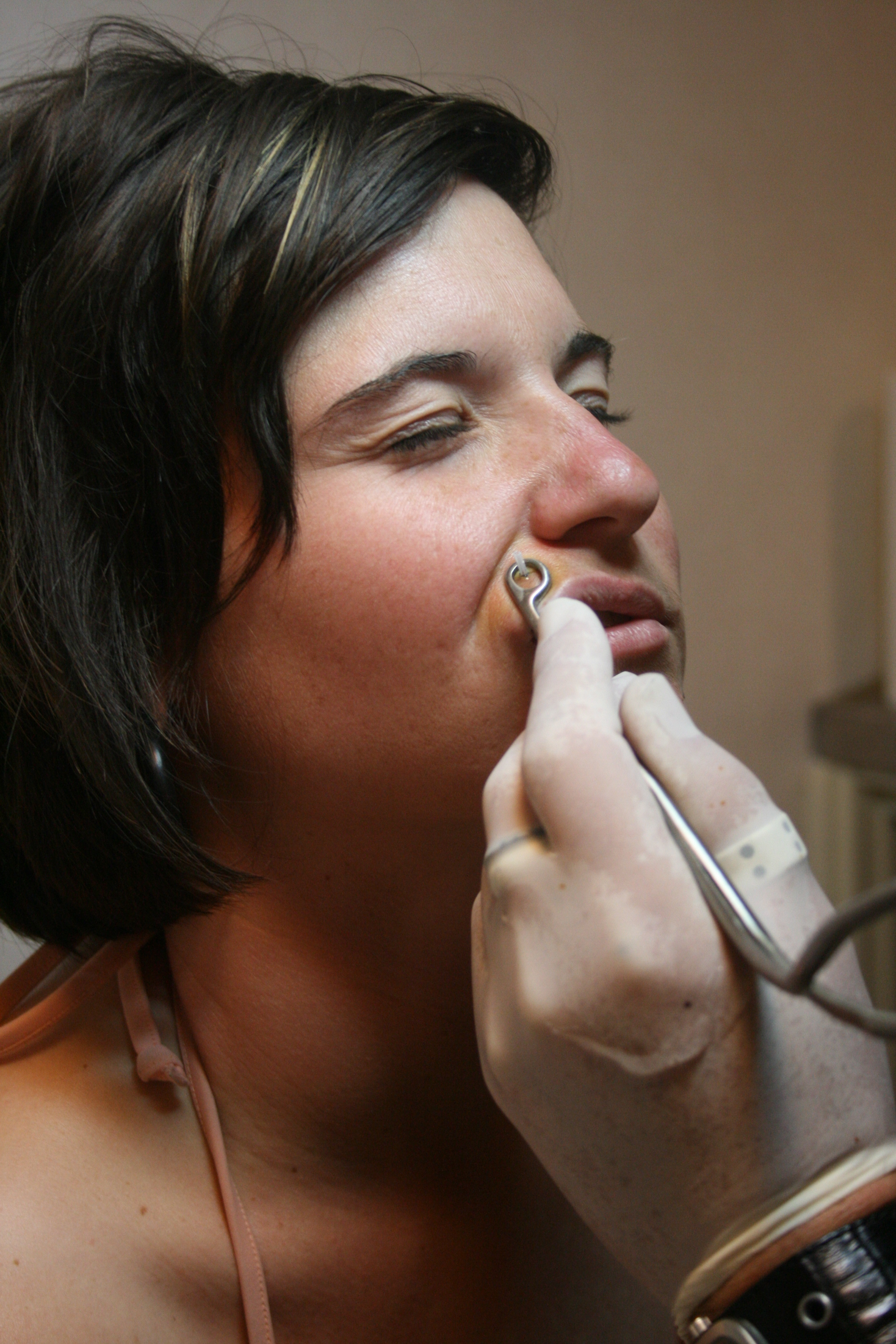
Einsetzen eines Madonna-Piercings

Wie bei anderen Piercings wird zunächst die zu durchstechende Hautpartie desinfiziert. Anschließend wird die Einstichstelle markiert, mit einer Klemmzange fixiert und einer speziellen Nadel durchstochen (siehe Stechen eines Piercings).
Je nachdem, ob beim Ersteinsatz ein Ring oder ein Labret-Stecker getragen wird, entwickelt sich der Stichkanal während des Heilungsprozesses mit einem entsprechenden Winkel. Das Wechseln beider Schmuckvarianten im Nachhinein ist möglich, ein gerader Stecker sitzt jedoch weniger komfortabel in einem gewinkelten Stichkanal als gebogener Schmuck.
Die Abheilung des Piercings dauert etwa vier bis acht Wochen. Wie bei allen Piercings im Mundbereich wird geraten, nach dem Stechen mehrere Stunden nicht zu rauchen und 12 bis 24 Stunden keinen Alkohol zu konsumieren. Von manchen Piercern wird auch empfohlen, über einen Zeitraum von zwei Wochen keine milch- und fruchtsäurehaltigen Nahrungsmittel zu konsumieren.
Der Abheilungsprozess wird im Mundbereich deutlich beschleunigt, da es sich um Mischgewebe aus Schleimhaut handelt.

## Probleme
Früher schädigten Lippenstecker häufig das Zahnfleisch und den Zahnschmelz. Dieses Risiko wurde durch die Verwendung eines Steckers aus Polytetrafluorethylen (PTFE) minimiert, da dieses Material relativ weich ist und keine große mechanische Wirkung ausübt. Jedoch müssen diese Stecker häufiger ausgetauscht werden, da sie durch das relativ weiche Material schneller verschleißen.
Bei einer Schwellung ist es möglich, dass die Platte des Labret-Steckers in die Lippe hineinwächst beziehungsweise von dem umliegenden Bindegewebe vollständig umschlossen wird. Selten kann der Schmuck in der Lippe festwachsen. Dies passiert in der Regel nur bei neu gestochenen Piercings mit zu kurzen Steckern.
Im Großen und Ganzen treten Probleme sehr selten auf. In diesen Fällen wird empfohlen, das Piercing zu entfernen und die Wunde heilen zu lassen. Dadurch treten keine ernsten Probleme auf.
Bei der Rasur kann es unter Umständen zu Komplikationen und Verletzungen kommen, falls das Rasiermesser oder der Rasierhobel an dem Schmuck hängenbleibt. Vorbeugend wird der Schmuck daher bei einem verheilten Stichkanal zuvor herausgenommen.
Problematisch kann sich unter Umständen auch das Tragen einer Zahnspange auf das Labret-Piercing auswirken, sofern sich die Apparatur mit dem Schmuck verhakt oder die Haut, insbesondere der Stichkanal, durch häufige Reibung strapaziert wird.
Bei besonders großem Schmuck, wie den bei den unter verschiedenen indigenen Völkern verbreiteten Lippenpflöcken oder Lippentellern, kommt es in der Regel durch permanenten Druck zu einer Deformierung des Unterkiefers, wobei sich dieser im Laufe der Zeit kreisförmig an den Schmuck anpasst. Der Zahnhalteapparat kann dabei nachhaltig geschädigt werden, was unter anderem zur Lockerung oder einem Verlust der vorderen Schneidezähne führen kann.

## Anordnung und Variationen

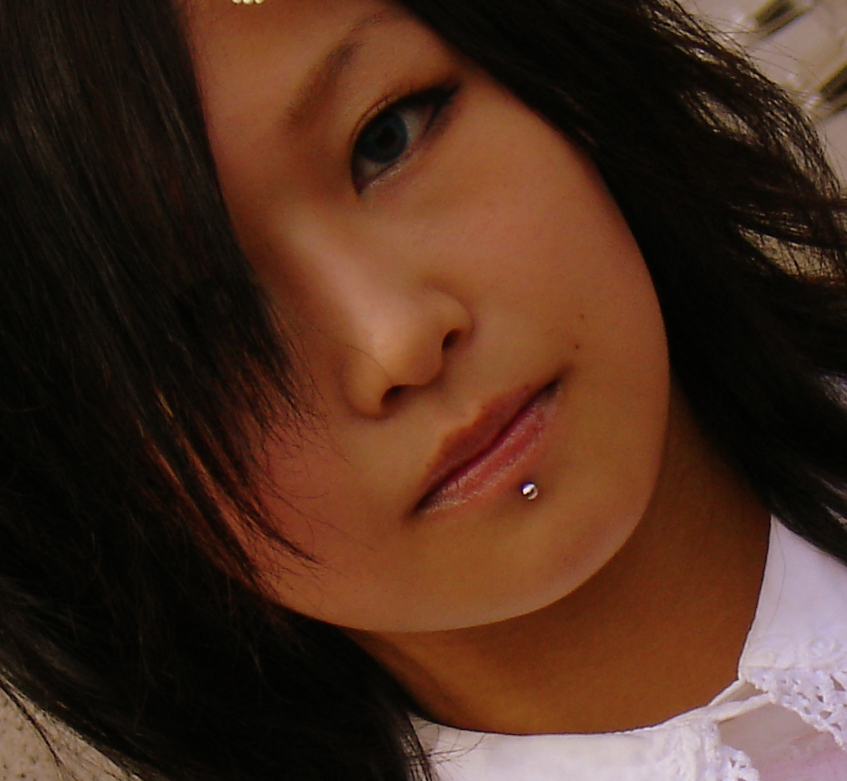
Zentriertes Labret-Piercing

Das Labret-Piercing wird meist zentral oder versetzt in der Unterlippe getragen.
Besonders bei indigenen Völkern ist es auch heute noch üblich, die Piercings bis zu mehreren Zentimetern zu weiten beziehungsweise einzuschneiden und Plugs, Pflöcke oder, wie es vor allem bei afrikanischen und brasilianischen Ethnien zu sehen ist, Lippenteller einzusetzen (siehe Geschichte und Kultur).
Ein Labret-Piercing, das sich direkt am Mundwinkel befindet, trägt die Bezeichnung Dahlia-Piercing. Es wird meist symmetrisch auf beiden Seiten getragen. Die Bezeichnung bezieht sich auf das Mordopfer Elizabeth Short, besser bekannt als „Die schwarze Dahlie“, die von ihrem Mörder die Mundwinkel in Form eines Glasgow Smile eingeschnitten bekam.
Wird ein Labret-Piercing möglichst weit unten in der Nähe der Zahnwurzel platziert, spricht man von einem Lowbret. Dieses Kompositum setzt sich aus dem englischen Begriff low (tief) und Labret zusammen. Es kann auch vertikal gestochen werden, sodass der Kanal an der unteren Kieferkante heraustritt. Diese Variante wird Vertical Lowbret genannt. Meist werden über beide Seiten zwei symmetrisch angebrachte Vertical Lowbrets getragen. Das Gegenstück hierzu ist das Nick-Piercing. Es befindet sich im oberen Bereich der Oberlippe und tritt unter dem Augenbereich auf den Wangen heraus. Dieses Piercing gilt als besonders riskant, da bei der Durchführung die Gefahr besteht, den Trigeminusnerv zu schädigen.
Weitere verbreitete Piercings im Mundbereich sind das Wangenpiercing, das Zungenpiercing, das Zungenbändchenpiercing, das Lippenbändchenpiercing und das seltene Mandible-Piercing, welches vertikal im Unterkieferbereich unterhalb der Zunge sitzt und auf der Unterseite des Kinns austritt.

### Medusa-Piercing

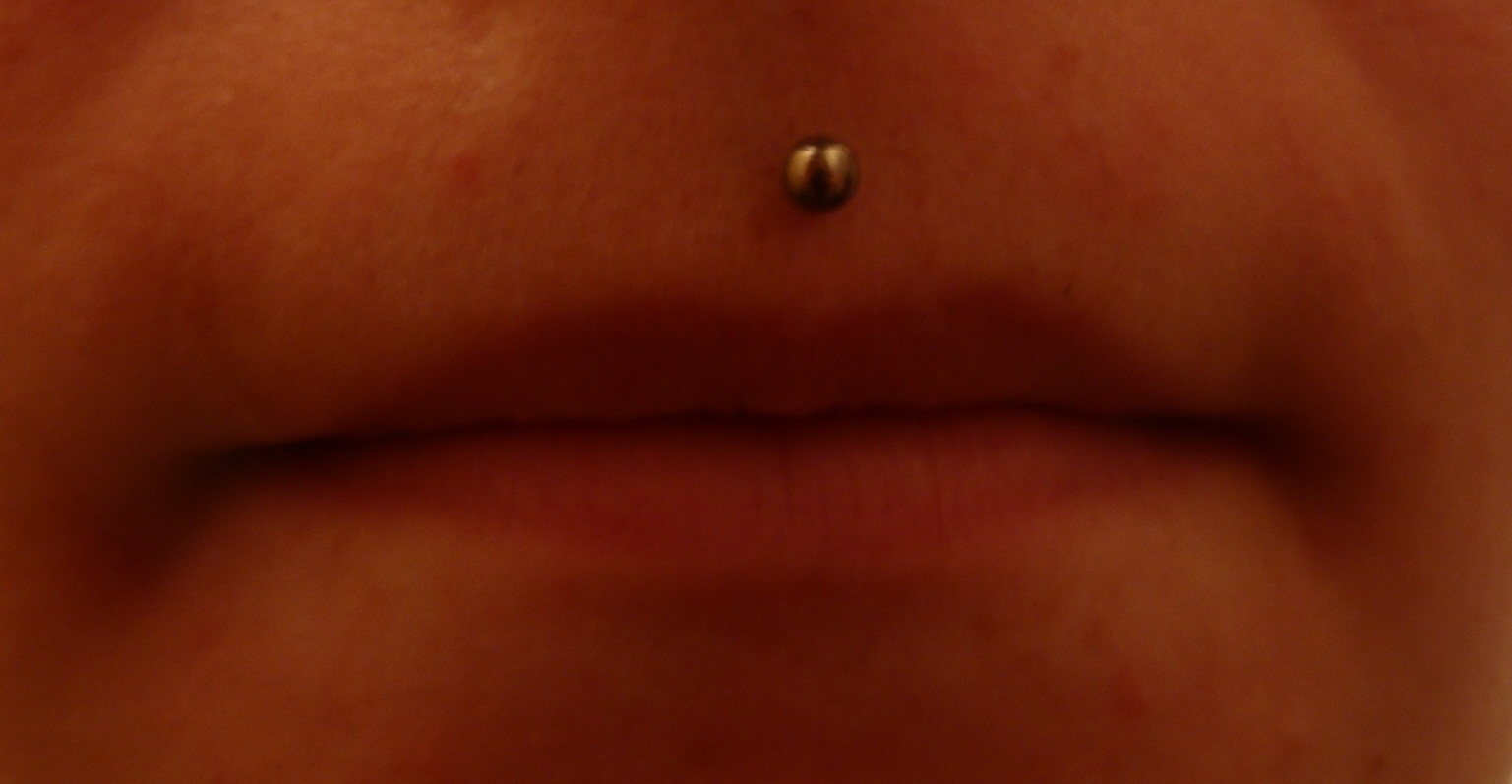
Medusa-Piercing

Wird ein Labret-Piercing genau in der Mitte oberhalb der Oberlippe durch das Philtrum, die vertikale Rinne zwischen der Oberlippe und der Nase, gesetzt, spricht man von einem Medusa-Piercing. Als Piercingschmuck wird meist ein Labret-Stecker eingesetzt.
Da an dieser Stelle besonders viele Nerven verlaufen, ist es oft schmerzhafter als andere Piercings in der Lippe. Getragen wurde es traditionell bereits von dem brasilianischen Volksstamm der Akuntsu.

### Madonna-Piercing

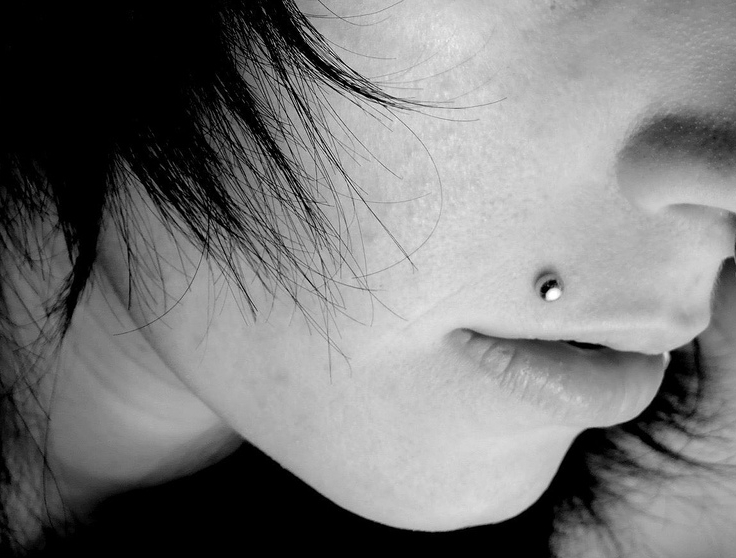
Madonna-Piercing

Ein seitlich oberhalb der Oberlippe gestochenes Labret-Piercing wird Madonna-Piercing (auch Monroe-Piercing oder Chrome Crawford) genannt. Es verläuft durch Muskelgewebe, weswegen nach dem Stechen eine deutlichere Schwellung möglich ist. Die Namen der Piercings gehen auf die Pop-Sängerin Madonna, das Model Cindy Crawford und die Schauspielerin Marilyn Monroe zurück, die an dieser Stelle einen Schönheitsfleck tragen bzw. trugen. Die Variante entstand Mitte der 1990er Jahre und wurde erstmals durch Rayna Foss-Rose, Bassistin der Band Coal Chamber, bekannt. In den letzten Jahren wurde es recht populär. Auch zahlreiche Prominente wie Travie McCoy, Mutya Buena, Ashley Massaro und Amy Winehouse ließen sich den Schmuck einsetzen.
Eine außergewöhnliche Variante des modernen Madonna-Piercings wurde bereits traditionell von den Matis, einem indigenen Volk Brasiliens, getragen. Dabei werden dickere Stifte beziehungsweise kleinere Pflöcke durch den Bereich im oberen Mundbereich gestochen, an der die Oberlippe mit dem Zahnfleisch verwächst. Der Schmuck tritt dabei neben der Nase hervor.

### Piercings im Lippenrot

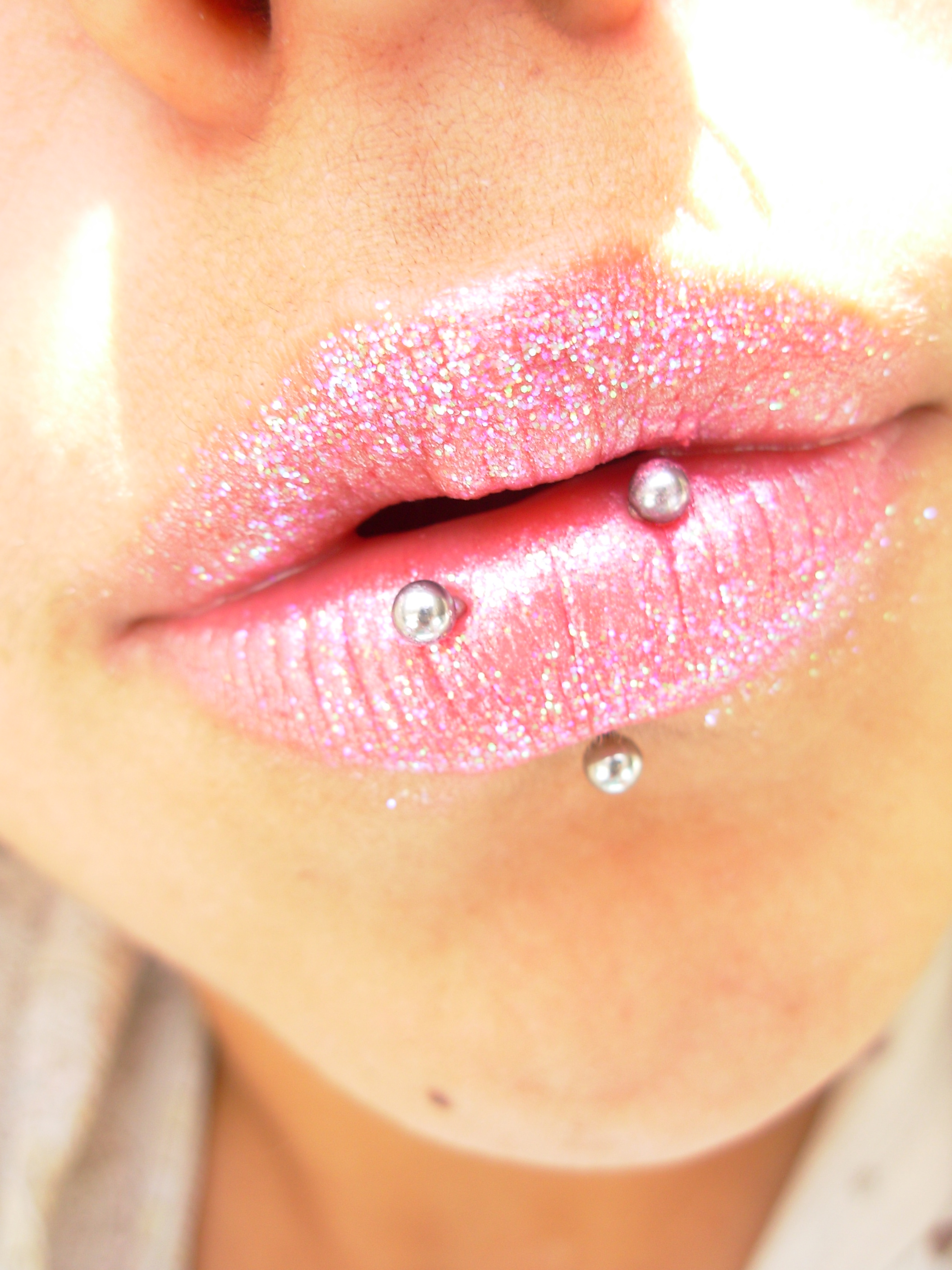
Piercing im Lippenrot

Verschiedene Piercing-Varianten verlaufen direkt durch das Lippenrot.
Bei einem vertikalen Labret-Piercing, auch Eskimo genannt, beginnt der Stichkanal unterhalb der Lippe und tritt auf der Lippe im Lippenrot wieder heraus. Dabei besteht eine gewisse Gefahr des kontinuierlichen Einreißens des Lippenrots. Üblicherweise wird ein Curved Barbell anstatt eines Labret-Steckers eingesetzt. Bei dieser Variante kann der Zahnapparat nicht geschädigt werden, da der Schmuck nicht mit Zahnfleisch und Zähnen in Kontakt kommt. Die Heilungsdauer eines Eskimo-Piercings beträgt etwa vier Wochen. Ein optisch ähnlicher Effekt kann mit einem gewöhnlich gestochenen Labret-Piercing durch das Tragen eines anliegenden Curved Barbells erzielt werden.
Analog zum Eskimo-Piercing sitzt das Jestrum-Piercing auf dem Lippenrot der Oberlippe und tritt im Philtrum heraus. Die Abheilungsdauer eines neu gestochenen Jestrums umfasst mit etwa zwei bis sechs Monaten etwas mehr Zeit als beim Eskimo.
Ein Ashley-Piercing, auch Racoon-Piercing genannt, wird von außen nach innen durch das Lippenrot geführt, sodass mit einem Curved Barbell bei geschlossenem Mund lediglich eine Kugel direkt auf der Lippe sichtbar ist.
Das sogenannte Lane-Piercing ist ein Oberflächenpiercing, welches waagerecht durch das Lippenrot der Unterlippe gestochen wird. Wie bei den meisten Oberflächenpiercings ist auch hierbei die erhöhte Gefahr gegeben, dass der Schmuck aus dem Gewebe herauswächst.

### Mehrfachanordnungen
Mehrere symmetrisch oder nebeneinander angeordnete Piercings im Lippenbereich werden als Bites (dt.: Bisse) bezeichnet. Dabei werden folgende Anordnungen unterschieden:

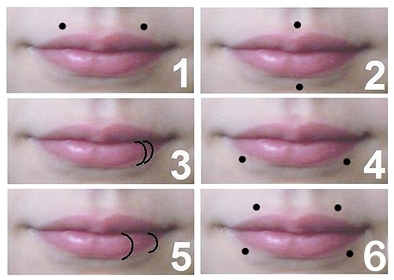
Verschiedene „Bites“

1. Angelbites/Whiskers – Zwei je symmetrisch auf beide Seiten der Oberlippe verteilte Monroe-Piercings
2. Cyberbites – Kombination aus einem Medusa-Piercing und einem zentralen Labret-Piercing in der Unterlippe
3. Spiderbites – Zwei nebeneinander angebrachte Piercings auf einer Seite der Unterlippe
4. Snakebites – Zwei je symmetrisch auf beide Seiten der Unterlippe verteilte Labrets
5. Viperbites – Zwei nebeneinander angebrachte Piercings auf einer Seite der Unterlippe mit größerem Abstand zueinander
6. Caninebites – Insgesamt vier Piercings als Kombination aus Angelbites und Snakebites
7. T-reXbites – Drei je symmetrisch auf beide Seiten der Unterlippe verteilte Labrets
8. Shark-bites – Vier Unterlippenpiercings, je zwei links und zwei rechts